# Nenkel
Der Nenkel ist eine 307,1 m ü. NHN hohe, im nordhessischen Schwalm-Eder-Kreis bei Gudensberg befindliche Basaltkuppe des Westhessischen Berglands. 

## Geographische Lage
Der Nenkel befindet sich als Teil der Gudensberger Kuppenschwelle in der Westhessischen Senke rund 1,5 km nordwestlich der Gudensberger Kernstadt und etwa gleich weit südöstlich des Gudensberger Stadtteils Gleichen. In der nördlich zu den Langenbergen überleitenden Einsenkung entspringt der Ems-Zufluss Goldbach. Die Bundesautobahn 49 mit der nahen Anschlussstelle Gudensberg führt südöstlich am Berg vorbei. Etwa 700 m südöstlich liegt die Wüstung Rittervenne und 1,7 km südwestlich entspringt der Ems-Zufluss Weißenbornbach.

## Schutzgebiete
Die bewaldete Nenkelkuppe ist seit 1989 als 15 ha großes Naturschutzgebiet Nenkel bei Gudensberg (NSG-Nr. 164775) ausgewiesen. Zudem ist sie Teil des 327,43 ha großen, 7-teiligen Fauna-Flora-Habitat-Gebiets Gudensberger Basaltkuppen und Wald am Falkenstein (FFH-Nr. 4721-304).